# Jacoozzi
Jacoozzi is het veertiende soloalbum van Brant Bjork, een artiest uit de Palm Desert Scene.

## Geschiedenis
De opnamen van dit album vonden plaats in 2010 tijdens de opnamen voor het album Gods and Goddesses. Omdat Bjork ontevreden was over het materiaal voor zijn aanstaande nieuwe plaat, staakte hij deze opnamen na vier dagen om te gaan jammen. Bjork vergelijkt de tijd in de studio met de opnamen van zijn eerste album Jalamanta.
2010 was een roerig jaar voor Bjork. Hij lag in scheiding met zijn vrouw, was opgebrand door al het touren van de afgelopen jaren en brak ook met een goede vriend met wie hij zijn label Low Desert Punk had opgezet. Bjork vertelde tijdens een interview in 2019 dat dit een zware tijd was en dat hij een jacuzzi nodig had om tot rust te komen. 
In deze periode nam hij de jams op in Joshua Tree. Omdat (ex-Kyusszanger) John Garcia kort na de opnamen vroeg om hun band Kyuss nieuw leven in te blazen, kwam het er niet van om het materiaal uit te brengen.

## Nummers
| Nr. | Titel                         | Duur |
| --- | ----------------------------- | ---- |
| 1   | Can't Out Run Sun             |      |
| 2   | Guerrilla Funk                |      |
| 3   | Mexico City Blues             |      |
| 4   | Five Hundred Thousand Dollars |      |
| 5   | Black&White Wonderland        |      |
| 6   | Oui                           |      |
| 7   | Mixed Nuts                    |      |
| 8   | Lost in Race                  |      |
| 9   | Polarized                     |      |
| 10  | Do You Love Your World?       |      |

## Medewerkers
- Design – Branca Studio
- Mixage –  Tony Mason, North Star Ave. 29 Palms, CA
- Opnamen –  Tony Mason
- Producer - Brant Bjork
- Brant Bjork - zang, gitaar, basgitaar, drum, muziek en tekst

## Credits
- Opnamen: The Hacienda House
- Mixage: North Star Ave
- Mastering:  John McBain, JPM Mastering